# Sacerdoce universel
Pour les articles homonymes, voir Sacerdoce (homonymie).
 (juillet 2021).
 (juillet 2021).
Le sacerdoce universel est une doctrine d'origine luthérienne qui affirme que tous les baptisés jouent un rôle identique dans la Grande Mission. Cette notion possède plusieurs niveaux. Dans les Églises protestantes, elle signifie principalement que tous les croyants ont une relation directe et personnelle avec Dieu et que l'office de la prédication ne constitue pas une ordination. Dans le protestantisme libéral, on insiste sur le fait que chaque croyant de la communauté peut assumer les tâches que le pasteur accomplit dans d'autres Églises. C'est aussi l'un des principes essentiels du christianisme évangélique.
Depuis le concile Vatican II et la constitution dogmatique Lumen gentium (1964), l'Église catholique professe un « sacerdoce commun » des fidèles au sens où les œuvres de tous les croyants proclament la puissance de Dieu. Ce « sacerdoce commun » diffère du sacerdoce des prêtres non seulement en degré mais encore en essence.

## Origines

### Ancien Testament
L’existence d'un statut sacerdotal et la pratique cultuelle associée sont développés dans tous les textes de la source sacerdotale de l’Ancien Testament. En contrepoint, l’Ancien Testament atteste aussi que l’esprit de prophétie a été répandu sur tout le peuple d’Israël par l’Esprit saint (Livre du prophète Joël, chapitre 3, verset 1) et que tout l’ensemble du peuple d’Israël est appelé à un ministère sacerdotal vis-à-vis des autres peuples (Livre de l'Exode, chapitre 19, verset 6 ; Livre du prophète Ésaïe, chapitre 61, verset 6),. Cependant, le sens de ces formules est très débattu.

### Nouveau Testament
Les auteurs du Nouveau Testament considèrent les prophéties de l’Ancien Testament comme accomplies au travers de Jésus-Christ et de la Pentecôte. Dans une église composée à la fois de juifs et d’anciens païens, tous sont unis en Christ par le baptême, et Jésus-Christ, par son sacrifice d’amour sur la croix et sa résurrection, est devenu à la fois le seul et unique grand prêtre et l’agneau du sacrifice.  L’innovation introduite par le Nouveau Testament n’est donc pas l’idée d’un sacerdoce universel mais l’extension de ce sacerdoce aux non-juifs. L’épître aux Éphésiens, chapitre 4, verset 11, qui énumère les fonctions d’apôtre, prophète, évangéliste, pasteur (berger) et enseignant. De plus, il existe des fonctions d’évêque, d’ancien et de diacre. Dans les Actes des Apôtres, chapitre 20, versets 17 à 28, les termes d’"ancien" et d’"évêque" sont apparemment utilisés de façon interchangeable ; dans le même livre, on trouve la trace de la structuration à trois niveaux qui s’amorce au début du IIe siècle : épiskopos / ἐπίσκοπος (surveillant, évêque), presbyteros / πρεσβύτερος (ancien, pasteur), diakonos / διάκονος (serviteur, diacre). D’autre part, dans le Nouveau Testament, l'épiscopat est déjà transmis par l'imposition des mains d'un apôtre ou d’un successeur des apôtres (Actes des Apôtres, chapitre 8, verset 18 ou chapitre 14, verset 23, Épître aux Hébreux, chapitre 6, verset 2, Deuxième épître à Timothée, chapitre 1, verset 6).

## Historique
Dans divers ouvrages chrétiens de l'Église primitive (Didascalie des apôtres, Didachè, Constitutions apostoliques), il n'y a aucune mention d’un mot grec ou latin désignant le prêtre ou la prêtrise (alors que ce mot existe dans la langue grecque : ἱερεύς, utilisé notamment pour traduire le terme hébreu kohen (pl. kohanim) qui désigne les prêtres et sacrificateurs tant juifs que païens.) 
Des notions tirées de l'Ancien Testament ou des conceptions gréco-romaines de la prêtrise furent graduellement intégrées à la définition de ces trois rôles, en particulier lorsque, à partir de la conversion de Constantin au IVe siècle, la croissance du nombre des fidèles s’accentue et que les responsables de l’Église chrétienne sont sollicités pour prendre en charge le rôle des prêtres dans l’ancienne religion d’État. Cela ajoute à leurs responsabilités spirituelles et ecclésiales les responsabilités morales appartenant jusque-là aux anciens prêtres et fonctionnaires de l’État.
En 1520, la doctrine du sacerdoce universel a été développée par Martin Luther. Le réformateur se fonde sur 1 Pierre 2-9 pour affirmer que tous les croyants sont prêtres et égaux entre eux sur le plan spirituel. Les ecclésiastiques ne sont en ce sens plus supérieurs aux simples laïcs. Les chrétiens doivent exercer leur vocation de sacerdoce universel auprès de leur prochain s'ils sont de simples fidèles, soit au niveau de la communauté chrétienne pour les pasteurs. La conséquence de ce principe est que l'Église ne fait plus office d'intermédiaire entre Dieu et le chrétien. Elle ne peut pas revendiquer non plus le monopole d'interprétation de la Bible, et encore moins prétendre à l'infaillibilité. Pour Luther, ce principe implique que le fidèle doit disposer de solides connaissances bibliques.
Cette doctrine a également été adoptée par tous les courants du christianisme évangélique.

## Protestantisme
Le terme de sacerdoce signifie « prêtrise ». Le sacerdoce universel signifie donc que tous les chrétiens sont des prêtres. Dès lors, il n'existe donc plus de catégorie sacerdotale particulière, même s'il subsiste une diversité de ministères ou de fonctions dans l’Église.
La divergence avec le catholicisme, qui part des mêmes bases que Luther, porte sur le sacerdoce ministériel qui, selon le catholicisme, s'ajoute au sacerdoce commun.
1. Il établit une médiation entre Dieu et les fidèles. Pour les protestants, il y un seul médiateur, Jésus Christ. Ils reprochent au catholicisme de confondre les serviteurs avec le maître, en conférant au prêtre des fonctions qui appartiennent seulement à Jésus.
2. Le caractère obligatoire de la médiation sacerdotale. En l'absence de prêtre, le catholicisme juge les relations entre Dieu et le croyant demeurent incomplètes, car imparfaites. Aux yeux des protestants, cette médiation obligatoire est une atteinte à la souveraineté divine comme à la liberté humaine.
3. La fonction sacerdotale, dans sa conception catholique, implique la célébration d'un sacrifice offert à Dieu lors de la messe. Pour la Réforme, il n'a pas de dimension ou d'aspect sacrificiel car les fidèles reçoivent tout de Dieu et n'apportent rien, si ce n'est leur louange. L'idée de sacrifice serait contradictoire avec le sola gratia, principe de gratuité de la grâce.
4. La quatrième critique concerne la séparation du clergé d'avec le laïcat. Par son ordination, le prêtre sort - définitivement, car l'ordination est irréversible - de la masse des croyants. Il revêt un caractère sacré qui s'accompagne de pouvoirs spéciaux tels que celui de célébrer l'eucharistie (avec sa transsubstantiation des espèces) ou celui de pardonner les fautes (voir point 1 ci-dessus). Pour la Réforme, tout chrétien peut remplir toutes les fonctions ecclésiales sous réserve d'une formation appropriée.

Luther a abordé le sujet dans trois publications, soit Lettre à la noblesse chrétienne de la nation allemande, De la captivité babylonienne de l'Église et le traité de la Liberté chrétienne. Voici la manière dont il la présente dans la Lettre à la noblesse chrétienne :

« On a inventé que le pape, les évêques, les prêtres, les gens des monastères seraient appelés « état ecclésiastique » et que les princes, les seigneurs, les artisans et les paysans seraient appelés état laïc, ce qui est, certes, une fine subtilité et une belle hypocrisie. Personne ne doit se laisser intimider par cette distinction pour cette bonne raison que tous les chrétiens appartiennent vraiment à l'état ecclésiastique ; il n'existe entre eux aucune différence, si ce n'est celle de la fonction [...]. Nous avons un même baptême, un même évangile, une même foi et sommes de la même manière chrétiens, car ce sont le baptême, l'évangile et la foi qui seuls forment l'état ecclésiastique. Ce que fait le pape ou l'évêque, à savoir l'onction, la tonsure, l'ordination, la consécration [...] peuvent transformer un homme en cagot ou en idole barbouillée d'huile, mais ils ne font pas le moins du monde un membre du sacerdoce ou un chrétien. En conséquence, nous sommes absolument tous consacrés prêtres par le baptême. »

## Catholicisme
La notion de sacerdoce commun existe dans l'Église catholique. La constitution dogmatique Lumen gentium du concile Vatican II met en évidence le sacerdoce de tous les croyants. La principale différence avec les Églises protestantes, qui rejettent l'ordination sacerdotale, est que le catholicisme définit trois types de prêtres : le sacerdoce commun de tous les chrétiens (1 Pierre 2:5-9), le sacerdoce par ordination (Actes 14:23, Romains 15:16, 1 Timothée 5:17, Tite 1:5, Jacques 5:14-15) et le Christ en tant que grand prêtre (Hébreux 3:1). Les deux premiers sacerdoces sont une participation à la prêtrise du Christ.
Le sacerdoce ministériel (par ordination) n'est pas une continuation du grand prêtre du Temple de Jérusalem, qui sacrifiait des animaux : le sacerdoce du prêtre catholique, tel celui du Christ, s'inscrit dans l'ordre de Melchisédech, qui "a offert du pain et du vin". Seul le Christ est le vrai prêtre, les autres n'étant que ses ministres.
« Le sacerdoce universel des fidèles et la dignité royale sont donnés aux hommes et aux femmes. Sur ce point, il est particulièrement éclairant de lire attentivement certains passages de la Première Lettre de saint Pierre (2, 9-10) et de la constitution conciliaire Lumen Gentium (nn. 10-12; 34-36). » (Jean-Paul II, Lettre à l'occasion du Jeudi saint de 1995)
Le catholicisme privilégie toutefois l'expression « sacerdoce commun », malgré l'usage de l'adjectif « universel » par Jean-Paul II. La distinction fondamentale est que le sacerdoce ministériel de la prêtrise est au service du sacerdoce commun des fidèles (Lumen gentium, no 10). 
« Le sacerdoce commun des fidèles et le sacerdoce ministériel ou hiérarchique, qui ont entre eux une différence essentielle et non seulement de degré, sont cependant ordonnés l’un à l’autre : l’un et l’autre, en effet, chacun selon son mode propre, participent de l’unique sacerdoce du Christ. Celui qui a reçu le sacerdoce ministériel jouit d’un pouvoir sacré pour former et conduire le peuple sacerdotal, pour faire, dans le rôle du Christ, le sacrifice eucharistique et l’offrir à Dieu au nom du peuple tout entier ; les fidèles eux, de par le sacerdoce royal qui est le leur, concourent à l’offrande de l’Eucharistie et exercent leur sacerdoce par la réception des sacrements, la prière et l’action de grâces, le témoignage d’une vie sainte, leur renoncement et leur charité effective. » Lumen gentium no 10, concile Vatican II.